# Carriage return
Een carriage return, vaak afgekort tot CR, <CR> of return, is een besturingsteken of mechanisme dat wordt gebruikt om de positie van een apparaat terug te zetten naar het begin van een regel tekst. Het is nauw verbonden met de begrippen line feed en newline, hoewel het daar ook los van gezien kan worden.

## Typemachines

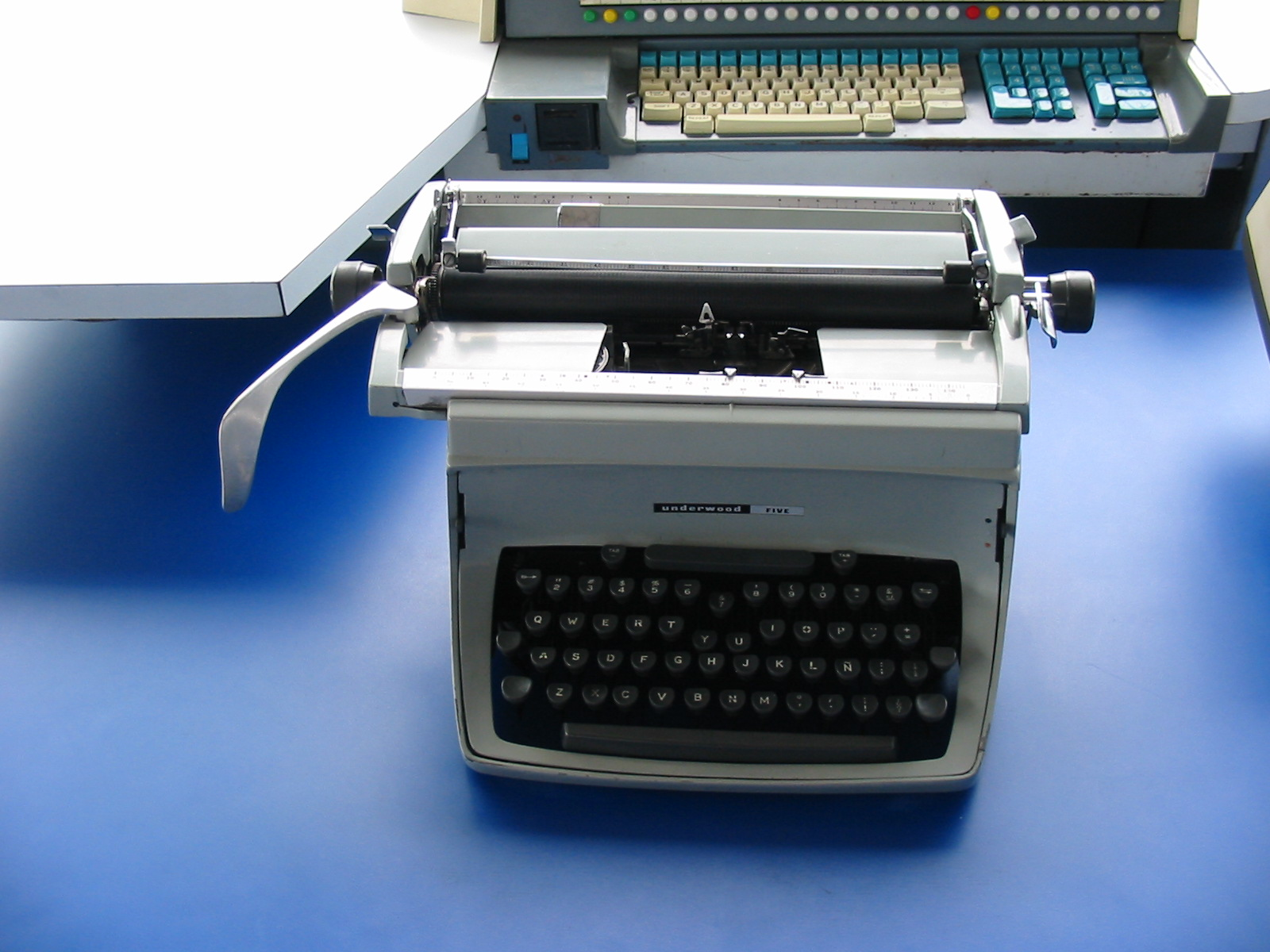
Een typemachine met carriage return-hendel

Oorspronkelijk verwees de term 'carriage return' naar een mechanisme of hendel op een typemachine. Voor machines waarbij het type-element was vastgezet en het papier in een bewegende wagen werd vastgehouden, was deze hendel aan de linkerkant aan de bewegende wagen bevestigd en werd deze bediend na het typen van een regel tekst om de wagen terug te laten keren naar uiterst rechts, zodat het type-element aan de linkerkant van het papier werd uitgelijnd. De hendel zorgde er meestal ook voor dat het papier naar de volgende regel ging.
De carriage return op zichzelf bood de mogelijkheid om de regel te overdrukken met nieuwe tekst. Dit kon worden gebruikt om vetgedrukte of geaccentueerde tekens, onderstrepingstekens, doorgehaalde tekst en enkele samengestelde symbolen te produceren.
Bij veel elektrische typemachines werd de carriage return een toets op het toetsenbord in plaats van een hendel. De toets kreeg meestal het label "carriage return", "return" of "power return". Bij typemachines waarbij het type-element bewoog tijdens het typen en het papier stil werd gehouden, bracht de toets het type-element terug naar uiterst links en werd voor deze functie soms de term "carrier return" gebruikt.
Om het toetsenbord toegankelijker te maken voor niet-Engelstaligen, werd het symbool ↵ (U+21B5, HTML-entiteit &crarr;) geïntroduceerd om de gecombineerde carriage return en line feed aan te geven.

## Computers
In het computergebruik is de carriage return een van de besturingstekens in ASCII-code, Unicode, EBCDIC en vele andere codes. Het geeft een printer of ander uitvoersysteem, zoals het scherm van een computerterminal, de opdracht om de positie van de cursor naar de eerste positie op dezelfde regel te verplaatsen. Het wordt vaak gebruikt in combinatie met een line feed (LF), een verplaatsing naar de volgende regel, zodat ze samen een nieuwe regel beginnen. Samen kan naar deze sequentie verwezen worden als CRLF.
Al in 1901 bevatte baudotcode afzonderlijke tekens voor regelterugloop en regelinvoer.
In zowel ASCII als Unicode wordt aan de carriage return codepoint 13 toegewezen (of 0D in hexadecimaal). In karakter- en string-constanten in de programmeertaal C en in veel andere talen (inclusief representaties van reguliere expressies) beïnvloed door C, geeft \r dit teken aan.